# 奧地利皇冠

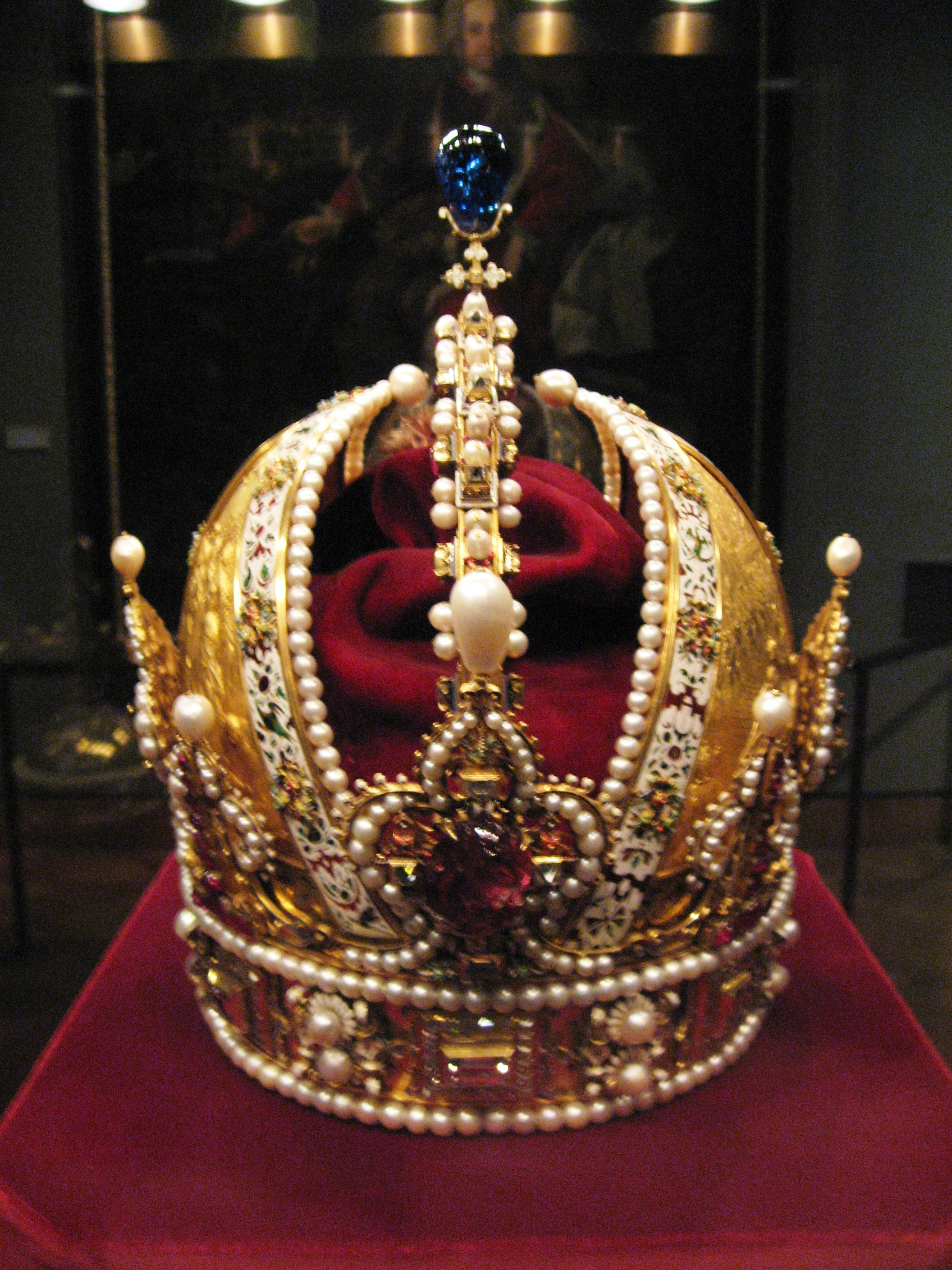
奥地利皇冠

奥地利皇冠属于神聖羅馬皇帝鲁道夫二世。它以黄金为骨架，镶嵌着钻石、珍珠、红宝石，顶部是一颗蓝宝石。该王冠于1602年制作于布拉格，充满了文艺复兴时期的艺术风格。之后成为了奥地利的象征，但是并没有在加冕仪式中被使用过。皇冠現在被保存在霍夫堡皇宮的皇家珍寶館內。